# Dilar marmoratus
Dilar marmoratus is een insect uit de familie van de Dilaridae, die tot de orde netvleugeligen (Neuroptera) behoort. 
Dilar marmoratus is voor het eerst wetenschappelijk beschreven door Banks in 1931.